# Geertje Nissen
Geertje Nissen (* 22. September 1943 in Berlin) ist eine deutsche Sopranistin.

## Leben
Die Tochter von Kammersänger Hanns-Heinz Nissen verkörperte Rollen in Oper und Operette. 1999 wurde ihr vom Bezirksverband Pfalz der Titel „Kammersängerin“ verliehen. In den 2010er Jahren wechselte sie ins Charakterfach und auf die Schauspielbühne. Sie war bis zur Saison 2008/2009 30 Jahre festes Ensemblemitglied des Pfalztheaters Kaiserslautern.
Gastspiele führten sie u. a. ans Staatstheater Wiesbaden, an die Opéra du Rhin Straßburg, an das Staatstheater Saarbrücken und an das Tiroler Landestheater. Als Gast blieb sie nach 2009 weiter dem Pfalztheater erhalten und war dort in Produktionen von Oper, Operette und Musical zu sehen. Im Schauspiel spielte sie zuletzt die Titelrolle Käthe Hermann im gleichnamigen Stück von Anne Lepper. 2017 wurde ihr von der Genossenschaft Deutscher Bühnenangehöriger (DGBA) die große goldene Nadel für 50 Jahre Mitgliedschaft verliehen.
Am 26. Oktober 2019 wurde Ks. Geertje Nissen zum Ehrenmitglied des Pfalztheaters Kaiserslautern ernannt.